# Емульсія (фотографія)
Фотоемульсія — колоїдна суспензія мікрокристалів галогеніду срібла у фотографічному желатині, утворює світлочутливий шар сучасних желатиносрібних фотоматеріалів. Крім мікрокристалів галогеніду емульсія містить і інші допоміжні речовини: сенсибілізатори, антисептики, стабілізатори, пластифікатори та інші. Емульсійні шари хромогенних фотоматеріалів також містять кольоротвірні компоненти. Фотографічна емульсія наноситься на скло, целулоїдну плівку або папір у вигляді одного або декількох шарів. Товщина одного емульсійного шару коливається від 6 мікрометрів (у фотопапері) до 20 мкм (у негативних фотоматеріалів). При лабораторній обробці фотоемульсія вбирає воду, збільшуючись в товщині в кілька разів.